# Castles (Lil Peep e Lil Tracy)
Castles è un EP collaborativo tra i rapper statunitensi Lil Peep e Lil Tracy, pubblicato il 4 luglio 2016.

## Tracce
Musiche di Nedarb Nagrom.
1. Pain (feat. Slug Christ) – 3:42 (testo: Gustav Åhr, Charles Bell, Jazz Butler)
2. Castles – 2:24 (testo: Gustav Åhr, Jazz Butler, Braden Morgan, Jason Fields, Zak Towe, Drew Miller, Jason Barry, Steve Taylor)
3. White Wine – 2:36 (testo: Gustav Åhr, Jazz Butler)

## Formazione

### Musicisti
- Lil Peep – voce
- Lil Tracy – voce
- Slug Christ – voce

### Produzione
- Nedarb Nagrom – produzione